# Jan Rokita

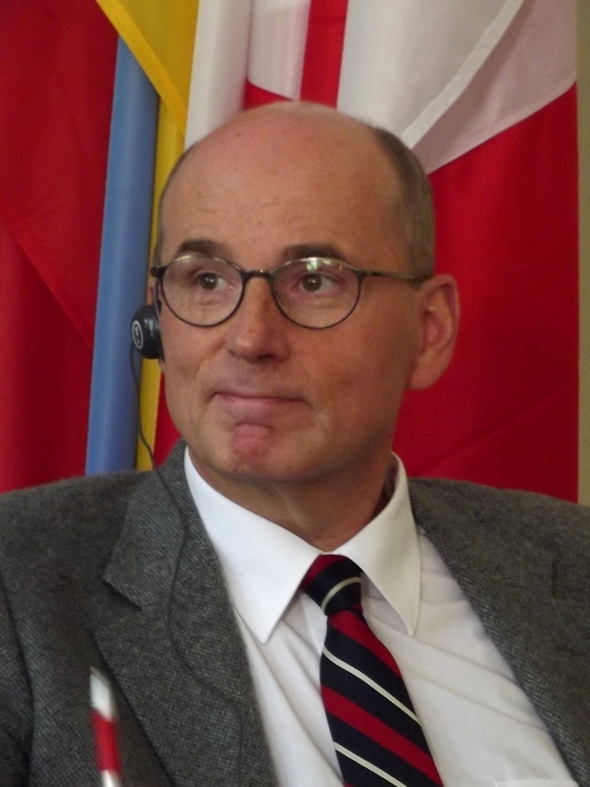
Jan Rokita, 2013

Jan Maria Władysław Piotr Rokita (* 18. Juni 1959 in Krakau, Polen) ist ein ehemaliger polnischer Politiker. Von 1989 bis 2007 gehörte er in der X. (Volksrepublik), I., II., III., IV. und V. (Dritte Republik) Wahlperiode dem Sejm an. Er war Mitbegründer und von 2000 bis 2002 Vorsitzender der konservativen Stronnictwo Konserwatywno-Ludowe und von 2003 bis 2005 Fraktionsvorsitzender der liberal-konservativen Platforma Obywatelska.

## Leben und Beruf
Rokita studierte an der Jagiellonen-Universität in Krakau Rechtswissenschaft (Abschluss 1983) und Philosophie (1982–1985). Zudem studierte er katholische Kirchengeschichte an der Päpstlichen Akademie für Theologie Krakau (1985/86).
Nach dem Ausscheiden aus der Politik wurde Rokita 2008 Dozent an der Uniwersytet Ignatianum w Krakowie, einer jesuitischen Lehranstalt. Von 2012 bis 2024 war er Mitarbeiter der Zeitung Dziennik Polski.

## Politik

### Volksrepublik Polen
Rokita war als Student in anti-kommunistischen Kreisen aktiv; u. a. war er Vorsitzender der NZS-Gruppe an der Universität Krakau und gehörte auch dessen nationalen Koordinierungsausschuss an. Nach der Verhängung des Verhängung des Kriegsrechts wurde er von Januar bis Juli 1982 interniert. 1985 schloss er sich der Ruch Wolność i Pokój, einer antikommunistisch-pazifistischen Gruppierung, an.
An den Gesprächen am Runden Tisch Bei den ersten halbfreien Wahlen zum Vertragssejm 1989 wurde er für das der Solidarność nahestehende „Bürgerkomitee“ (Komitet Obywatelski) als einer der jüngsten Abgeordneten in den Sejm gewählt und stellvertretender Fraktionsvorsitzender. Er war außerdem Vorsitzender des Sejm-Ausschusses für die Aktenbestände des polnischen Stasi-Gegenstücks (Służba Bezpieczeństwa). Als sich die Solidarność-Bewegung in verschiedene Strömungen zu spalten begann, war er 1990 Mitbegründer der Ruch Obywatelski Akcja Demokratyczna.

### Dritte Republik
Als die Ruch Obywatelski Akcja Demokratyczna 1991 mit dem konservativeren Forum Prawicy Demokratycznej zur Unia Demokratyczna fusionierte, gehörte Rokita ebenfalls dieser liberalen Partei um Premierminister Tadeusz Mazowiecki an, in der er zum konservativen Flügel zählte. Für diese wurde er bei der Wahl 1991 erneut in den Sejm gewählt. Unter Premierministerin Hanna Suchocka (1992/93) war Rokita Chef des Amtes des Ministerrates (Urząd Rady Ministrów) – eine Funktion, die in etwa dem des deutschen Kanzleramtsministers entspricht. Als solcher hatte er großen informellen Einfluss auf die Regierungspolitik, sodass er auch als „heimlicher Premier“ bezeichnet wurde. Auch bei der Parlamentswahl 1993 wurde er wieder für die Unia Demokratyczna in den Sejm gewählt.
Nachdem die Unia Demokratyczna 1994 in der Nachfolgepartei Unia Wolności aufgegangen war, gehörte er dieser zunächst weiterhin an, profilierte sich jedoch innerhalb dieser stark von liberalen Intellektuellen geprägten Partei als Vertreter des konservativen Flügels. Insbesondere sprach er sich gegen die Präsidentschaftskandidatur des linksliberalen Jacek Kuroń für die Unia Wolności aus.
Zum endgültigen Bruch mit der Freiheitsunion kam es jedoch erst 1997. Rokita beteiligte sich an der Gründung der Stronnictwo Konserwatywno-Ludowe, die im selben Jahr als Teil des konservativen Parteienbündnisses Akcja Wyborcza Solidarność die Sejm-Wahlen gewann. Und auch Rokita gewann erneut ein Mandat. 2000 wurde Rokita Vorsitzender der SKL, die jedoch 2001 in der Anfang dieses Jahres vom konservativeren Teil der liberalen UW und vom liberaleren Teil der konservativen AWS gegründeten neuen bürgerlichen Partei Platforma Obywatelska aufging. 2001 zog Rokita als PO-Abgeordneter erneut in den Sejm ein. 2002 unterlag er als Drittplatzierter des ersten Wahlgangs bei der Wahl zum Krakauer Stadtpräsidenten.
2003/04 erfuhr Rokita einen großen Popularitätsschub durch seine Rolle im Untersuchungsausschuss zur Rywin-Affäre, in dem er sich durch seinen aggressiven Befragungsstil als eine Art Volkstribun profilierte und innerhalb kurzer Zeit zum bekanntesten Politiker der PO aufstieg, deren Umfragewerte sich gleichzeitig stark verbesserten.
Bei der Diskussion um die EU-Verfassung wurde u. a. über den Abstimmungsmodus im Rat der Europäischen Union verhandelt. Die verhandelten Vorschläge sahen vor, die überproportionale Gewichtung der mittelgroßen EU-Staaten durch den Vertrag von Nizza, zu revidieren und hätten sich damit u. a. zuungunsten des polnischen Stimmengewichts ausgewirkt. Als Führer der stärksten Oppositionsfraktion im Sejm prägte Rokita im September 2003 das populistische Schlagwort „Nizza oder der Tod“ (in Anspielung auf Fidel Castros Parole socialismo o muerte). Damit provozierte er eine entsprechende Stimmung in der Bevölkerung und nötigte die SLD-geführte Regierung zu einem (letztlich gescheiterten) kompromisslosen Festhalten an der Stimmengewichtung des Vertrags von Nizza.
Vor den Sejm-Wahlen 2005 galt Rokita lange als aussichtsreichster Kandidat für das Amt des Premierministers nach einem laut Umfragen zu erwartenden Wahlsieg der PO. Vor den Wahlen sprach er sich für eine Koalition mit der rechtskonservativen Prawo i Sprawiedliwość um die Brüder Jarosław und Lech Kaczyński aus. Nachdem diese jedoch relativ überraschend als stärkste Partei aus den Wahlen hervorging, lehnte die PO es ab, als Juniorpartner in eine PiS-geführte Koalition einzutreten und ging in die Opposition. Rokita verlor den Fraktionsvorsitz an den PO-Parteivorsitzenden Donald Tusk, der in den Präsidentschaftswahlen unmittelbar nach den Parlamentswahlen ebenfalls gegen den PiS-Kandidaten Lech Kaczyński unterlegen war. Rokitas Popularität ist seitdem merklich zurückgegangen. Er selbst wurde jedoch erneut in das Parlament gewählt.

### Rückzug aus der Politik
Am 14. September 2007 gab Rokita im Sender TVN24 bekannt, dass er in den anstehenden Wahlen nicht für einen Parlamentssitz kandidieren werde und sich aus dem öffentlichen Leben zurückziehe. Diese Entscheidung stand im Zusammenhang mit der wenige Stunden zuvor bekannt gegebenen Nominierung seiner Ehefrau Nelli Rokita für den Posten einer Beraterin von Präsident Lech Kaczyński in Frauen-Angelegenheiten. Er unterstrich zugleich, er werde in den Wahlen für die PO stimmen und seinen Parteikollegen die Daumen drücken. Er erklärte, er werde weiterhin Mitglied der PO bleiben und möglicherweise in der Zukunft in die Politik zurückkehren. 2013 wurde er jedoch, auf Grund nicht gezahlter Mitgliedsbeiträge, aus der PO ausgeschlossen. Bei späteren Wahlen erklärte er verschiedentlich, Kandidaten von Polska Razem oder der PiS zu unterstützen.

## Persönliches
Rokita, der früher die beiden Vornamen „Jan Maria“ führte, nennt sich ca. seit 2004 nur noch „Jan Rokita“ bzw. „Jan Władysław Rokita“ – angeblich, um sein damals erworbenes Image als Hardliner nicht durch den weiblichen Namen „Maria“ zu gefährden.
Rokita ist in zweiter Ehe mit der (Russland-)Deutschen Nelli Rokita-Arnold verheiratet, die 1977 aus der Kirgisischen SSR (Sowjetunion) in die Bundesrepublik Deutschland ausreiste und 2007 bis 2011 selbst Sejm-Abgeordnete war – allerdings für die rechtskonservative Prawo i Sprawiedliwość.

## Festnahme auf Münchener Flughafen
Im Februar 2009 wurde der polnische Politiker nach einem Streit mit einer Stewardess und Piloten auf dem Münchner Flughafen in Handschellen aus einer startbereiten Lufthansa-Maschine geführt. Nach Augenzeugenberichten hat Rokita die Stewardess im Streit um die Verstauung seines Mantels geschubst und angeschrien. Zuvor habe er einen Platz in der Businessclass eingenommen, obwohl er nur ein Economic-Ticket gehabt habe. Die Stewardess habe den Kapitän informiert, diese habe Rokita aufgefordert, die Maschine zu verlassen. Als dieser der Aufforderung nicht gefolgt sei, hätten ihn vier Polizisten aus seinem Sitz gezogen und abgeführt. Rokita habe dabei auf Polnisch geschrien: „Hilfe, die Deutschen schlagen mich.“ Mit der Begründung der Bordgewalt, handelte es sich nach Aussage des Polizeisprechers um ein legitimes Vorgehen, einen Passagier als Sicherheitsrisiko anzusehen und mit Hilfe der Polizei aus dem Gefahrenbereich zu entfernen.
Ein Passagier zeichnete mit seinem Handy die Szene auf und stellte sie ins Internet. Rokitas Ausruf „Die Deutschen schlagen mich!“ ging in Polen viral, er wurde sogar in einem Computerspiel mit diesem Namen verewigt.
Rokita warf den deutschen Behörden „rechtswidriges Vorgehen und eine antipolnische Einstellung“ vor. Sie hätten ihn „wie einen Hund“ behandelt, sagte er der Zeitung Gazeta Wyborcza. Seine Frau Nelli Rokita, erstattete gegen einen Polizeibeamten Anzeige wegen Beleidigung. Die Staatsanwaltschaft Landshut ermittelte andererseits gegen Rokita wegen des Verdachts auf Körperverletzung, Hausfriedensbruch sowie Verstoß gegen das Luftverkehrsgesetz. In verschiedenen konservativen polnischen Medien wurde der Vorfall für antideutsche Berichterstattung genutzt.
Da sich Rokita in Folge weigerte, eine Geldstrafe über 3000 Euro zu bezahlen, erwirkte die Staatsanwaltschaft Landshut im August 2009 einen Haftbefehl gegen ihn.

## Ehrungen
- 2008 Kommandeurskreuz des Ordens Polonia Restituta[18]
- 2018 Krzyż Wolności i Solidarności[19]